# Government House (Camberra)
Government House ou Yarralumla é a residência oficial do Governador-geral da Austrália. Fica localizada em Yarralumla, um bairro de Camberra. A residência encontra-se no interior de uma propriedade de 54 acres cercada por um dos bairros mais luxuosos da capital australiana. A mansão abriga as reuniões do Conselho Executivo Federal e da Ordem da Austrália e as visitas oficiais de políticos estrangeiros. 
É também a residência oficial da Rainha Elizabeth II, na condição de Rainha da Austrália, quando esta visita o país.

## História
Entre 1901 e 1927, o Parlamento australiano organizava suas reuniões em Melbourne, portanto, a Government House de Melbourne foi considerada a residência oficial do Governador-geral. 
Em 1913, a então vila de Camberra foi selecionada como capital nacional e com ela foram tomados 2.358 km² da área de Nova Gales do Sul para formar o Território da Capital Australiana. Durante as transições, o governo britânico também adquiriu uma extensa propriedade rural chamada Yarralumla Station. Yarralumla foi reformada e expandida para tornar-se a residência do vice-rei. Contudo, a Primeira Guerra Mundial e a crise econômica do pós-guerra fizeram com que o governo adiasse a mudança da capital até 1927.
A partir de 1927, o governador-geral passou a trabalhar parcialmente em Yarralumla, mas durante os três anos seguintes o governador permaneceu em Melbourne. Em 1930, a Government House de Melbourne voltou a ser posse do Estado de Vitória.